# Burgemeestersmoord
Burgemeestersmoord is een Nederlandse speelfilm uit 2024, gebaseerd op het waargebeurde verhaal rondom de moord op burgemeester Smulders uit Someren en burgemeester Wijnen uit Asten op 15 augustus 1944.

## Verhaal
Als wraak op de moord van 2 landwachten, besluiten de Duitsers om 3 prominente bewoners van de gemeentes Someren en Asten te vermoorden. Bovenaan de lijst samengesteld door een NSB'er staan de namen van de burgemeesters van die gemeentes. Die worden in 14 augustus 1944 opgehaald thuis, samen met Frans Eijsbouts en later die nacht vermoord. Eijsbouts weet de moordpoging te overleven.

## Rolverdeling
| Acteur                        | Personage          | Opmerkingen          |
| ----------------------------- | ------------------ | -------------------- |
| Rene Boetselaers              | Jan                | Hoofdrol             |
| Maarten Waals                 | Willem Wijnen      | Burgemeester Asten   |
| Jan Vinken                    | Piet Smulders      | Burgemeester Someren |
| Frans Verberne                | Frans Eijsbouts    |                      |
| Niels Welten                  | Cornelis           | Broer van Jan        |
| Janne van Eijk                | Maartje            | zus van Jan          |
| Rogier Claessens              | Rollema            | NSB'er               |
| Gaby Cornelissen              | Annemarie          |                      |
| Martie Jeuken                 | Dokter Jacobs      |                      |
| Rens Koolen                   | Besteman           |                      |
| Geert Linders                 | Borgers            |                      |
| Stijn Lomans                  | Kniest             |                      |
| Christel Looijmans            | Mevr. Jacobs       |                      |
| Linda Looijmans               | Joanna Smulders    |                      |
| Job Miltenburg                | Landwachter #2     |                      |
| Wilko Poell                   | Kromhout           |                      |
| Thomas Schoolmeesters         | Landwachter #1     |                      |
| Willem Snijders               | Van der Ploeg      |                      |
| Rick Swinkels                 | Wouter             |                      |
| Sifra van Binnendijk          | Anna               |                      |
| Bart van de Goor              | Harry              |                      |
| Henriette van de Vorst-Berens | Carolina Wijnen    |                      |
| Martijn van den Bogaart       | Pastoor            |                      |
| Tiny van den Eijnden          | Johannes           |                      |
| Ruud van Eijk                 | Willem Hoeben      |                      |
| Marco van Hintum              | Thomas             |                      |
| Joep van Hugten               | Ambtenaar          |                      |
| Robert van Leeuwen            | Von Obernberger    |                      |
| Ruud van Otterdijk            | Frits de Bruijn    |                      |
| Peter Verberne                | Johan van Lieshout |                      |
| Wils Verberne                 | Karel              |                      |
| Maike Verdonschot             | Mevr. Eijsbouts    |                      |